# Harper (filme)
Harper (bra: Caçador de Aventuras, O Caçador de Aventuras ou Harper: O Caçador de Aventuras; prt: Harper, Detective Privado) é um filme neo-noir estadunidense de 1966, dos gêneros suspense e mistério, dirigido por Jack Smight, e estrelado por Paul Newman, Lauren Bacall, Julie Harris, Arthur Hill, Janet Leigh, Pamela Tiffin, Robert Wagner e Shelley Winters. O roteiro de William Goldman foi baseado no romance "The Moving Target" (1949), de Ross Macdonald. A produção é seguida por "The Drowning Pool" (1975). O filme foi distribuído no Reino Unido como The Moving Target.
A trama retrata a história de um detetive particular azarado e à beira da falência que aceita o trabalho de encontrar o marido sequestrado de uma mulher rica da Califórnia.
O filme presta homenagem às interpretações de Humphrey Bogart como Sam Spade e Philip Marlowe, apresentando Lauren Bacall, viúva de Bogart. Ela interpreta uma esposa em busca de seu marido desaparecido, papel semelhante à sua personagem em "À Beira do Abismo" (1946), estrelado por Bogart e Bacall.

## Sinopse
Lew Harper (Paul Newman) é um detetive particular de Los Angeles cujo casamento com Susan Harper (Janet Leigh), a quem ele ainda ama, está chegando ao fim em um divórcio iminente, já que ela não suporta mais ser deixada em segundo plano em relação ao trabalho dele, que frequentemente o leva embora nos momentos mais inconvenientes.
Sua mais recente cliente é Elaine Sampson (Lauren Bacall), uma mulher com atitude e com uma incapacidade física, que o contrata para localizar seu marido rico sequestrado, desaparecido há vinte e quatro horas, desde que sumiu no aeroporto de Van Nuys, após ter acabado de chegar de Las Vegas.
Enquanto Harper segue pistas, ele se vê imerso na parte sombria de Los Angeles, onde o caso toma um rumo inesperado quando eles decidem pagar o resgate de meio milhão de dólares para ver onde isso os leva. Essa escolha pode colocar tudo em risco, forçando Harper a encontrar uma solução antes que seja tarde demais.

## Elenco
- Paul Newman como Lew Harper
- Lauren Bacall como Elaine Sampson
- Julie Harris como Betty Fraley
- Arthur Hill como Albert Graves
- Janet Leigh como Susan Harper
- Pamela Tiffin como Miranda Sampson
- Robert Wagner como Allan Taggert
- Robert Webber como Dwight Troy
- Shelley Winters como Fay Estabrook
- Harold Gould como Xerife Spanner
- Strother Martin como Claude
- Roy Jensen como Puddler
- Martin West como Deputado
- Jacqueline de Wit como Sra. Kronberg
- Eugene Iglesias como Felix
- Richard Carlyle como Fred Platt

## Produção

### Desenvolvimento
William Goldman escreveu o romance "Boys and Girls Together" (1964), cujos direitos cinematográficos foram adquiridos pelo produtor Elliott Kastner, que se encontrou com Goldman e expressou o desejo de fazer um filme difícil, "com coragem". Goldman, sugeriu que os romances de Lew Archer, escritos por Ross Macdonald seriam ideais – Goldman era um grande admirador de Macdonald há muito tempo, afirmando que os livros de Archer eram "a melhor série de romances policiais já escrita por um americano", e que Macdonald era "um dos melhores romancistas americanos em atividade e está cada vez melhor".
Goldman se ofereceu para escrever a adaptação da história. Kastner concordou, dizendo que ele aceitaria qualquer um dos livros sugeridos por Goldman, que acabou escolhendo "The Moving Target", o primeiro romance. No entanto, os direitos do romance pertenciam ao produtor Jerry Bick, que largou o projeto durante sua pré-produção, retornando os direitos para Macdonald. Mais tarde, Kastner disse que pagou para Macdonald US$ 1.000 pelos direitos do livro e US$ 5.000 para Goldman escrever o roteiro.
Segundo Goldman, o papel principal foi oferecido primeiro a Frank Sinatra, que recusou, e depois a Paul Newman, que estava ansioso pelo personagem, pois havia acabado de fazer o filme de comédia "Lady L", e estava ansioso para participar de algo mais contemporâneo. A contratação de Newman, que recebeu US$ 750.000 para estrelar a produção, foi anunciada em março de 1965. Kastner começou a produção do filme na Warner Bros., com um orçamento de US$ 3,5 milhões, dos quais recebeu US$ 500.000.
O título de produção do filme foi "Archer". O personagem principal do romance, Lew Archer, foi renomeado para "Lew Harper" devido ao fato de que o autor detinha os direitos sobre o nome, enquanto a produtora Filmways possuía os direitos do personagem para uso em filmes. Eles também não poderiam usar o nome original em possíveis sequências do filme sem comprar os direitos dos outros livros. Goldman escreveu mais tarde: "precisávamos de um nome diferente, e Harper parecia bem. O cara insiste nas coisas, é essencialmente o que ele faz para viver". Ele ainda declarou que Newman queria que o filme tivesse um título que começasse com a letra H, pois teve sorte com outras produções assim, como: "The Hustler" e "Hud".
"É um filme do tipo Bogie", disse Newman, acrescentando que a diferença do personagem "é o nível de comprometimento. Ele tem mais senso de humor em relação ao seu trabalho". Goldman criou a personagem de Janet Leigh, esposa do personagem principal, especialmente para o filme, já que ela não existe no livro de Macdonald.
André Previn foi originalmente contratado para compor a trilha sonora do filme, mas largou a produção para Johnny Mandel assumir.

### Direção
O filme foi originalmente oferecido a um diretor que estava envolvido em uma briga legal com a Warner Bros. A função acabou nas mãos de Jack Smight, mais conhecido na época por seu trabalho na televisão, e que havia recentemente assinado um contrato para dirigir seis filmes para a Warner. "The Third Day" (1965) havia sido o primeiro, com "Harper" sendo o segundo.
Segundo Smight, Paul Newman admirava alguns dos seus trabalhos em programas ao vivo. O diretor se encontrou com Newman, discutiu o roteiro e recebeu sua aprovação. Em contraste com seus dois primeiros longas, Smight adorou o roteiro.
Smight posteriormente disse: "tentar uma história de detetive particular no auge de todos esses Bonds poderia ter sido um negócio arriscado. Queríamos capturar algumas das qualidades de Double Indemnity e todos aqueles primeiros Raymond Chandlers e Hammetts – em outras palavras, fazer um filme realmente bom – sem sermos acusados de retrocesso. Estudei algumas dessas produções para ver o que as fazia funcionar. Uma grande coisa que elas tinham a seu favor era que os personagens eram tão visualmente explícitos: quando Peter Lorre ou Sydney Greenstreet entravam na cena com Bogart, você não precisava de uma explicação. Hoje em dia é mais difícil encontrá-los; eles simplesmente não estão sendo desenvolvidos da mesma forma que costumavam ser".

### Filmagens
Em 7 de junho de 1965, as filmagens foram iniciadas nos estúdios da Warner Bros. Smight afirmou que a produção utilizou vinte e três locações na área de Los Angeles, entre elas: Topanga Canyon, Westwood, Bel Air, Malibu, Wrigley Field (um estádio de beisebol ao sul do centro de Los Angeles), os campos de petróleo de Huntington Beach, e "a antiga mansão de Marion Davies" em Beverly Hills, que foi reformada pela produção com um custo de US$ 7.000 – além de Newhall e San Pedro.
Na sequência de abertura, Paul Newman mergulha a cabeça em uma pia cheia de cubos de gelo para conseguir acordar; uma cena que ele repetiu no filme "The Sting" (1973). Segundo relatos, Newman seguia essa rotina todas as manhãs na vida real.
Posteriormente, Robert Wagner lembrou que Jack Smight não possuía "confiança; sua esposa estava com ele no set durante toda a filmagem e parecia funcionar como uma espécie de cobertor de segurança. Isso era irritante porque um set de filmagem deriva sua temperatura específica da estrela e do diretor. Nosso diretor estava nervoso, o que pode deixar o elenco e a equipe nervosos. Mas Paul fingia não perceber e sua confiança se espalhava para o resto do elenco. A razão pela qual ele estava confiante era porque o roteiro de William Goldman era conciso e divertido, e o elenco mantinha as coisas animadas".

### Sequência
Após o lançamento, Goldman escreveu uma sequência para o filme, com uma história baseada em "The Chill" (1964), mas o roteiro nunca foi produzido. Paul Newman largou o projeto e Sam Peckinpah ficou encarregado da direção por um tempo, enquanto o filme era montado na Commonwealth United Entertainment. Quando a empresa encerrou suas operações cinematográficas, a produção foi cancelada.
"The Drowning Pool" (1950), outro romance de Macdonald, foi adaptado por Tracy Keenan Wynn, Lorenzo Semple, Jr. e Walter Hill. A produção homônima foi lançada em 1975, com Newman reprisando seu papel.

## Recepção
O sucesso comercial do filme lançou a carreira de William Goldman como roteirista.
Bosley Crowther, em sua crítica para o jornal The New York Times, declarou: "O Sr. Newman é um ator interessante. Ele pode ser cínico, casual, cruel e transmitir uma atmosfera de angústia pessoal que é apropriada para seu papel não comprometido. Mas ele é muito fresco, muito bom e robusto para ser consistente como o tipo de sujeito surrado que seu detetive suspeito é destinado a ser, e como o Sr. Bogart costumava ser".
No Rotten Tomatoes, site agregador de críticas, 95% das 22 críticas do filme são positivas, com uma classificação média de 7,1/10.

### Bilheteria
O filme foi um sucesso de bilheteria. De acordo com os registros da Warner Bros., o filme arrecadou US$ 12.000.000 nacionalmente.
Nos primeiros dez meses de lançamento, a produção conquistou US$ 5.300.000 nos Estados Unidos.

## Prêmios e indicações
| Ano  | Cerimônia                       | Categoria               | Indicado        | Resultado | Ref.          |
| ---- | ------------------------------- | ----------------------- | --------------- | --------- | ------------- |
| 1967 | Edgar                           | Melhor filme            | "Harper"        | Venceu    | [ 29 ] [ 30 ] |
| 1967 | Writers Guild of America Awards | Melhor roteiro original | William Goldman | Indicado  | [ 31 ]        |

## Mídia doméstica
Em 14 de novembro de 2006, a Warner Home Video lançou o filme como parte da box set "The Paul Newman Collection", que incluiu "Somebody Up There Likes Me" (1956), "The Left Handed Gun" (1958), "The Young Philadelphians" (1959), "Pocket Money" (1972), "The Mackintosh Man" (1973) e "The Drowning Pool" (1975). Em 27 de fevereiro de 2018, o filme foi lançado em Blu-ray pela Warner Archive Collection.